# Иващенко, Наталья Николаевна
Ната́лья Никола́евна Ива́щенко (род. 28 марта 1975, Жёлтые Воды, Днепропетровская область, Украинская ССР) — российская спортсменка, член сборной команды России по бобслею. Мастер спорта международного класса.
Чемпионка России (2001, 2003).
Бронзовый призер чемпионата России (2005).
Чемпионка России по боб-стартам в двойке (2003) и в четверке (2004).
Серебряный (2001, 2002, 2004) и бронзовый (2000) призер чемпионатов России по боб-стартам в двойке.
Победитель Кубка России (2001, 2003, 2005).
Выступала за «Динамо» и Воронежскую область.